# كسوف الشمس 16 يناير 2056
رجاء أوطاط الحاج
الشمس كليًا أو جزئيًا عن مشاهد على الأرض. يحدث الكسوف الحلقي للشمس عندما يكون القطر الظاهر للقمر أصغر من قطر الشمس، مما يحجب معظم ضوء الشمس ويتسبب في ظهور الشمس كحلقة. يظهر الكسوف الحلقي على شكل كسوف جزئي فوق منطقة من الأرض يبلغ عرضها آلاف الكيلومترات.

## كسوفات أخري ذات الصلة

### كسوف الشمس 2054-2058
قالب:Solar eclipse set 2054–2058
هذا الكسوف هو جزء من سلسلة فصل دراسي. يتكرر الكسوف في سلسلة فصل دراسي من الكسوف الشمسي كل 177 يومًا تقريبًا و 4 ساعات (فصل دراسي) في العقد المتناوبة من مدار القمر.
| كسوف الشمس series sets from 2054-58 | كسوف الشمس series sets from 2054-58 | كسوف الشمس series sets from 2054-58 | كسوف الشمس series sets from 2054-58 | كسوف الشمس series sets from 2054-58 |
| ----------------------------------- | ----------------------------------- | ----------------------------------- | ----------------------------------- | ----------------------------------- |
| Ascending node                      | Ascending node                      |                                     | Descending node                     | Descending node                     |
| Saros                               | Map                                 | Saros                               | Map                                 |                                     |
| 117                                 | كسوف الشمس 3 أغسطس 2054 Partial     | 122                                 | كسوف الشمس 27 يناير 2055 Partial    |                                     |
| 127                                 | كسوف الشمس 24 يوليو 2055 Total      | 132                                 | كسوف الشمس 16 يناير 2056 Annular    |                                     |
| 137                                 | كسوف الشمس 12 يوليو 2056 Annular    | 142                                 | كسوف الشمس 5 يناير 2057 Total       |                                     |
| 147                                 | كسوف الشمس 1 يوليو 2057 Annular     | 152                                 | كسوف الشمس 26 ديسمبر 2057 Total     |                                     |
| 157                                 | كسوف الشمس في 21 يونيو 2058 Partial |                                     |                                     |                                     |

### ساروس 132
قالب:Solar Saros series 132
هذا الكسوف جزء من دورة ساروس 132 يتكرر كل 18 سنة، 11 يومًا، ويحتوي على 71 حدثًا. بدأت السلسلة بكسوف جزئي للشمس في 13 أغسطس 1208. وهي تحتوي على كسوف حلقي من 17 مارس 1569 حتى 12 مارس 2146، وكسوف هجين في 23 مارس 2164 و 3 أبريل 2183 وكسوفًا كليًا من 14 أبريل 2200 حتى 19 يونيو 2308. تنتهي السلسلة عند العضو 71 ككسوف جزئي في 25 سبتمبر 2470. كانت أطول مدة الحلقة 6 دقائق و 56 ثانية في 9 مايو 1641 وستكون الكلية دقيقتين و 14 ثانية في 8 يونيو 2290. جميع الكسوفات في هذه السلسلة تحدث عند العقدة الهابطة للقمر.
| Series members 28–50 occur between 1690 and 2100: | Series members 28–50 occur between 1690 and 2100: | Series members 28–50 occur between 1690 and 2100: |
| 28                                                | 29                                                | 30                                                |
| ------------------------------------------------- | ------------------------------------------------- | ------------------------------------------------- |
| June 11, 1695                                     | June 22, 1713                                     | July 4, 1731                                      |
| 31                                                | 32                                                | 33                                                |
| July 14, 1749                                     | July 25, 1767                                     | August 5, 1785                                    |
| 34                                                | 35                                                | 36                                                |
| August 17, 1803                                   | August 27, 1821                                   | September 7, 1839                                 |
| 37                                                | 38                                                | 39                                                |
| September 18, 1857                                | September 29, 1875                                | October 9, 1893                                   |
| 40                                                | 41                                                | 42                                                |
| كسوف الشمس في 22 أكتوبر 1911 ‏                     | كسوف الشمس في 1 نوفمبر 1929 ‏                      | كسوف الشمس في 12 نوفمبر 1947 ‏                     |
| 43                                                | 44                                                | 45                                                |
| كسوف الشمس في 23 نوفمبر 1965 ‏                     | كسوف الشمس في 4 ديسمبر 1983 ‏                      | كسوف الشمس 14 ديسمبر 2001                         |
| 46                                                | 47                                                | 48                                                |
| كسوف الشمس 26 ديسمبر 2019                         | كسوف الشمس 5 يناير 2038                           | كسوف الشمس 16 يناير 2056                          |
| 49                                                | 50                                                |                                                   |
| كسوف الشمس في 27 يناير 2074                       | كسوف الشمس في 7 فبراير 2092 ‏                      |                                                   |

### سلسلة تريتوس
هذا الكسوف هو جزء من دورة تريتوس يتكرر عند العقد المتناوبة كل 135 شهرًا متزامنًا (≈ 3986.63 يومًا، أو 11 عامًا ناقص شهر واحد). مظهره وخط طوله غير منتظمين بسبب نقص التزامهما مع الشهر غير الطبيعي (فترة الحضيض)، لكن التجمعات المكونة من 3 دورات تريتوس (33 عامًا ناقص 3 أشهر) تقترب (≈ 434.044 شهرًا غير طبيعي)، لذا فإن الكسوف متشابه في هذه التجمعات.
| أعضاء السلسلة بين عامي 1901 و 2100            | أعضاء السلسلة بين عامي 1901 و 2100            | أعضاء السلسلة بين عامي 1901 و 2100            | أعضاء السلسلة بين عامي 1901 و 2100 |
| --------------------------------------------- | --------------------------------------------- | --------------------------------------------- | ---------------------------------- |
| </img> </br>29 مارس 1903 </br> (ساروس 118)    | </img> </br> 25 فبراير 1914 </br> (ساروس 119) | </img> </br> 24 يناير 1925 </br> (ساروس 120)  |                                    |
| </img> </br> 25 ديسمبر 1935 </br> (ساروس 121) | </img> </br> 23 نوفمبر 1946 </br> (ساروس 122) | </img> </br> 23 أكتوبر 1957 </br> (ساروس 123) |                                    |
| </img> </br> 22 سبتمبر 1968 </br> (ساروس 124) | </img> </br> 22 أغسطس 1979 </br> (ساروس 125)  | </img> </br> 22 يوليو 1990 </br> (ساروس 126)  |                                    |
| </img> </br> 21 يونيو 2001 </br> (ساروس 127)  | </img> </br> 20 مايو 2012 </br> (ساروس 128)   | </img> </br> 20 أبريل 2023 </br> (ساروس 129)  |                                    |
| </img> </br> 20 مارس 2034 </br> (ساروس 130)   | </img> </br> 16 فبراير 2045 </br> (ساروس 131) | </img> </br> 16 يناير 2056 </br> (ساروس 132)  |                                    |
| </img> </br> 17 ديسمبر 2066 </br> (ساروس 133) | </img> </br> 15 نوفمبر 2077 </br> (ساروس 134) | </img> </br> 14 أكتوبر 2088 </br> (ساروس 135) |                                    |
| </img> </br> 14 سبتمبر 2099 </br> (ساروس 136) |                                               |                                               |                                    |

### دورة ميتونيك
تكرر سلسلة ميتونيك الكسوف كل 19 عامًا (6939.69 يومًا)، وتستمر حوالي 5 دورات. يحدث الكسوف في نفس تاريخ التقويم تقريبًا. بالإضافة إلى ذلك تكرر سلسلة اوكتون الفرعية 1/5 هذه المدة أو كل 3.8 سنوات (1387.94 يومًا).
| 21 من أحداث الكسوف بين 12 يونيو 2029 و 12 يونيو 2105 | 21 من أحداث الكسوف بين 12 يونيو 2029 و 12 يونيو 2105 | 21 من أحداث الكسوف بين 12 يونيو 2029 و 12 يونيو 2105 | 21 من أحداث الكسوف بين 12 يونيو 2029 و 12 يونيو 2105 | 21 من أحداث الكسوف بين 12 يونيو 2029 و 12 يونيو 2105 |
| 11-12 يونيو                                          | 30-31 مارس                                           | 16 يناير                                             | 4-5 نوفمبر                                           | من 23 إلى 24 أغسطس                                   |
| 118                                                  | 120                                                  | 122                                                  | 124                                                  | 126                                                  |
| ---------------------------------------------------- | ---------------------------------------------------- | ---------------------------------------------------- | ---------------------------------------------------- | ---------------------------------------------------- |
| </img> </br> 12 يونيو 2029                           | </img> </br> 30 مارس 2033                            | </img> </br> 16 يناير 2037                           | </img> </br> 4 نوفمبر 2040                           | </img> </br> 23 أغسطس 2044                           |
| 128                                                  | 130                                                  | 132                                                  | 134                                                  | 136                                                  |
| </img> </br> 11 يونيو 2048                           | </img> </br> 30 مارس 2052                            | </img> </br> 16 يناير 2056                           | </img> </br> 5 نوفمبر 2059                           | </img> </br> 24 أغسطس 2063                           |
| 138                                                  | 140                                                  | 142                                                  | 144                                                  | 146                                                  |
| </img> </br> 11 يونيو 2067                           | </img> </br> 31 مارس 2071                            | </img> </br> 16 يناير 2075                           | </img> </br> 4 نوفمبر 2078                           | </img> </br> 24 أغسطس 2082                           |
| 148                                                  | 150                                                  | 152                                                  | 154                                                  |                                                      |
| </img> </br> 11 يونيو 2086                           | </img> </br> 31 مارس 2090                            | </img> </br> 16 يناير 2094                           | </img> </br> 4 نوفمبر 2097                           |                                                      |

## الروابط الخارجية
- رسومات ناسا